# Maria Jacobi (Politikerin, 1910)

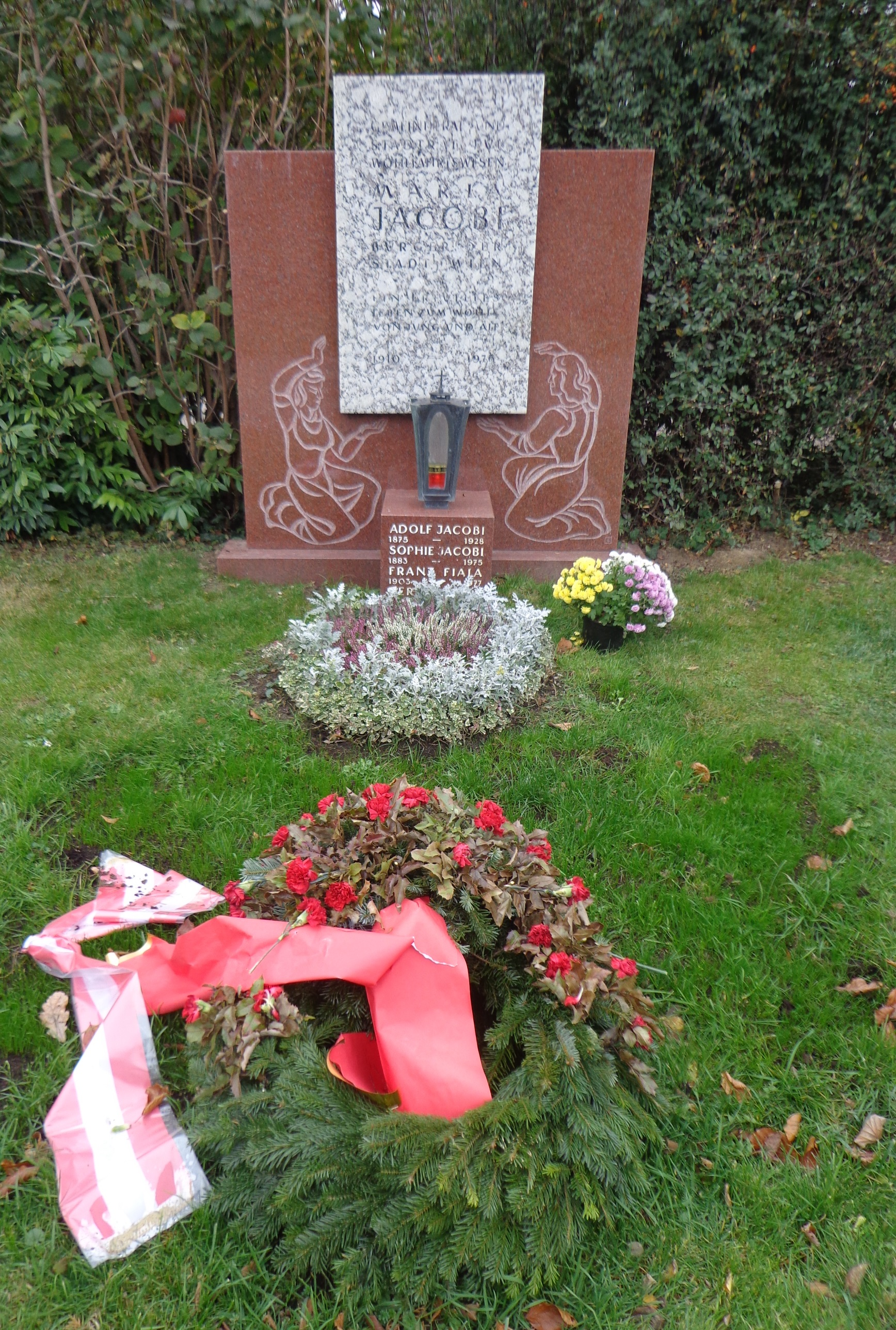
Wiener Zentralfriedhof – Ehrengrab von Maria Jacobi

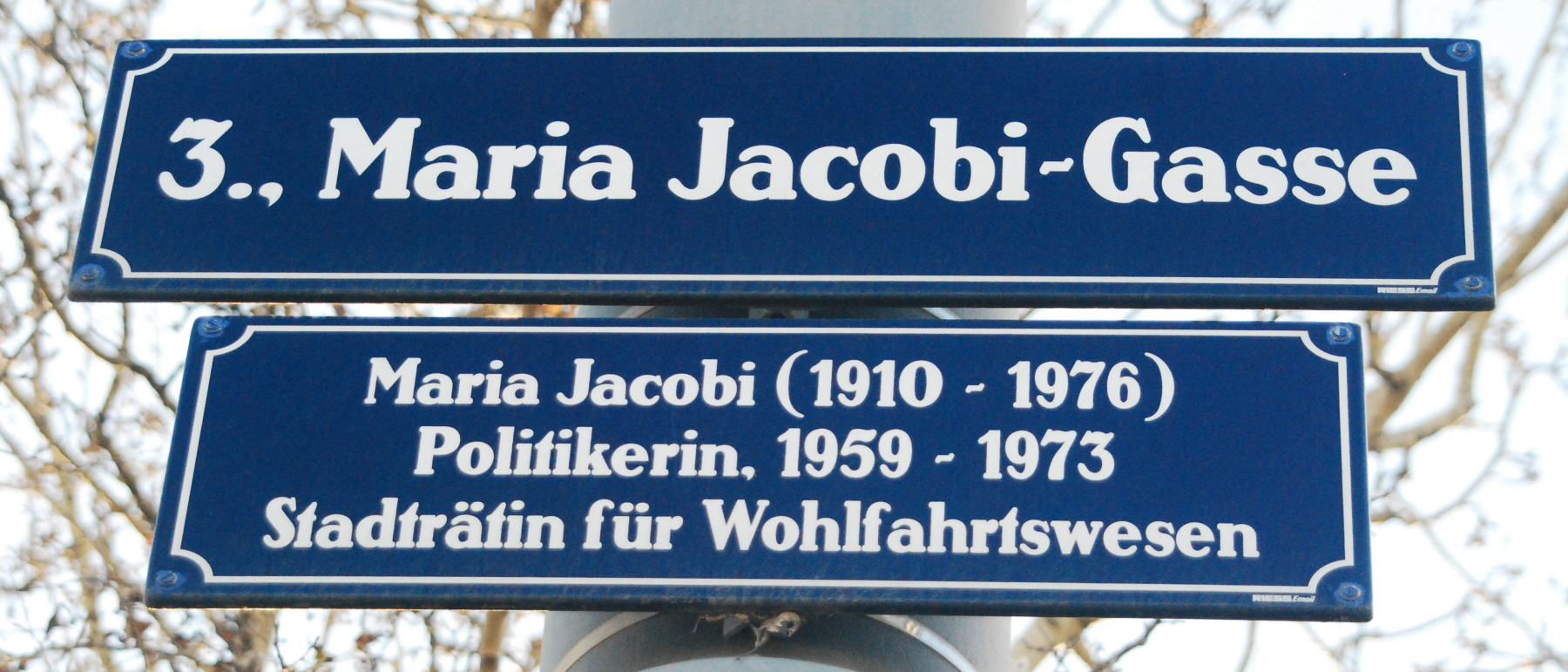
Maria-Jacobi-Gasse

Maria Jacobi (* 12. März 1910 in Wien; † 8. Oktober 1976 ebenda) war sozialdemokratische Gemeinderätin und die erste amtsführende Stadträtin der Stadt Wien.

## Beruf
Maria Jacobi besuchte Volks- und Bürgerschule und legte nach einer Schneiderlehre die Gesellenprüfung ab. Nach der Absolvierung der Prüfung als Gewerbeschullehrerin leitete sie zwischen 1930 und 1934 mehrere Jugendheime.
Nach dem Bürgerkrieg 1934 in Österreich war sie zunächst arbeitslos. 1936 fand sie Arbeit bei einem Verlag in Wien und stieg bis zur Prokuristin auf. Laut Wiener Rathauskorrespondenz war sie noch im Jahr 1959 bei diesem Verlag tätig.

## Politik
- 1924: Beitritt zur Sozialistischen Arbeiterjugend
- 1929 wurde sie die erste Obfrau der Arbeiterjugend
- Vor 1934: Besuch der Arbeiterhochschule

Nach dem Ende des Zweiten Weltkriegs widmete sich Maria Jacobi der Wiedererrichtung sozialpolitischer Einrichtungen, aber auch dem Neuaufbau der sozialistischen Frauenorganisation.
- Ab 1945 Vorsitzende des Bildungsausschusses der SPÖ-Bezirksorganisation Landstraße (3. Bezirk)
- 1945 bis 1975: Mitglied des Wiener Gemeinderats als Vertreterin des 3. Bezirks
- Ab Dezember 1949 eine der Schriftführerinnen des  Wiener Gemeinderats
- Ab 1952 stellvertretende Vorsitzende des Finanzausschusses (tätig aber auch im Ausschuss für Gesundheitswesen, für Allgemeine Verwaltung und für Städtische Unternehmungen)
- 1959 bis 1973 amtsführende Stadträtin (Verwaltungsgruppe IV, Wohlfahrtswesen)[2].

Im Roten Wien hatte es 1920–1934 eine christlichsoziale Stadträtin, Alma Motzko-Seitz, gegeben, die allerdings kein Ressort führte. Jacobi war die erste sozialdemokratische Wiener Stadträtin überhaupt, und sie war auch die erste amtsführende Stadträtin in der Geschichte Wiens. Hervorgehoben wurde in den Medien auch, dass sie im Unterschied zum beruflichen Vorleben der anderen Stadträte aus einer leitenden Funktion in der Privatwirtschaft zur Funktion als Sozialstadträtin gelangt war. Bis 1965, als in einer rot-schwarzen Koalition die „rote“ Gertrude Sandner zur Kulturstadträtin (Verwaltungsgruppe III) und die „schwarze“ Maria Schaumayer zur „Stadtwerkestadträtin“ (Verwaltungsgruppe XII) gewählt wurde, blieb Jacobi die einzige Frau im Stadtsenat.
Siehe auch: Stadtsenate Jonas III, Jonas IV, Marek I, Marek II und Slavik.
Als Stadträtin bemühte sich Maria Jacobi um die Neuordnung sozialer Einrichtungen, die Errichtung städtischer Kindergärten und die Reform der Betreuung von gefährdeten Jugendlichen, wie im sozialpädagogischen Konzept für die Stadt des Kindes. Ihrer Initiative verdanken auch die Wiener Pensionistenklubs und die Wiener Pensionistenheime ihre Gründung. Die ersten Pensionistenheime waren Anfang der 1960er Jahre der „Sonnenhof“ im 22. und der „Föhrenhof“ im 13. Bezirk.
2011 wurde bekannt, dass es während Jacobis Amtszeit als Sozialstadträtin im damaligen städtischen Heim für Sonderschülerinnen im Schloss Wilhelminenberg zu zahlreichen Übergriffen des Personals auf Heimbewohnerinnen gekommen ist. Die Stadtverwaltung sah sich veranlasst, eine Kommission zur Aufklärung dieser juristisch längst verjährten kriminellen Vorfälle einzurichten. Dabei sollte auch geklärt werden, ob die politische Ebene damals von den Vorfällen Kenntnis erlangte und wie sie gegebenenfalls darauf reagierte. Die Kommissionsvorsitzende, Richterin Barbara Helige, erklärte dazu im Juni 2013 in einem Interview mit der Wiener Wochenzeitung Falter:
Frage: Die Stadt wusste es also und hat zugeschaut?
Helige: Die MA 11 wusste alles, bis 1973 war Maria Jacobi als verantwortliche Stadträtin und danach war Gertrude Fröhlich-Sandner zuständig. Wir haben Briefe an Jacobi gefunden. Sie war voll informiert – allerdings nicht über die sexuellen Übergriffe.

## Ehrungen
- Großes Goldenes Ehrenzeichen für Verdienste um die Republik Österreich (Jänner 1962)[6][7]
- Großes Goldenes Ehrenzeichen für Verdienste um das Land Wien (13. Februar 1970)[8]
- Goldene Ehrennadel des Kriegsblindenverbandes (3. März 1971)[9]
- Bürger ehrenhalber der Stadt Wien (25. April 1974)

## Gedenken
- Beigesetzt wurde Maria Jacobi am 15. Oktober 1976 in einem Ehrengrab auf dem Wiener Zentralfriedhof (Gruppe 14 C, Nummer 34). Das Gräberfeld befindet sich unmittelbar rechts vor der Präsidentengruft.[10]
- Das 1968–1971 nach Plänen von Hans Kunath und Wilhelm Gehrke errichtete Pensionistenheim im 3. Wiener Gemeindebezirk, Bezirksteil Erdberg, Würtzlerstraße, trägt den Namen Haus Maria Jacobi.
- 2002 wurde im 3. Bezirk, Bezirksteil Sankt Marx, die Maria-Jacobi-Gasse nach ihr benannt.
- Das Bezirksmuseum Landstraße berichtet, Maria Jacobi habe im 3. Bezirk im Bezirksteil Erdberg an der Adresse Drorygasse 8 und im Bezirksteil Weißgerberviertel an der Adresse Weißgerberlände 6 am Donaukanal gewohnt.[3]